# Mistrovství světa ve fotbale hráčů do 20 let 2017 (soupisky)
Soupisky na Mistrovství světa ve fotbale hráčů do 20 let 2017, které se hrálo v Jižní Koreji.
| Zlato             | Stříbro              | Bronz             |
| ----------------- | -------------------- | ----------------- |
| Anglie • Soupiska | Venezuela • Soupiska | Itálie • Soupiska |

## Skupina A

### Jižní Korea
Hlavní trenér:  Šin Te-jong
| Jméno         | Datum narození | Klub                    |
| Brankáři      | Brankáři       | Brankáři                |
| ------------- | -------------- | ----------------------- |
| Song Bum-kun  | 15.10.1997     | Korea University        |
| An Čun-su     | 28.1.1998      | Cerezo Ósaka            |
| I Čun         | 14.7.1997      | Yonsei University       |
| Obránci       |                |                         |
| Jun Čong-gju  | 20.3.1998      | FC Seoul                |
| Wu Čchan-jang | 27.4.1997      | Pohang Steelers         |
| Čong Te-wuk   | 16.5.1997      | Ajou University         |
| I Sang-min    | 1.1.1998       | Soongsil University     |
| I Ču-hjon     | 8.2.1997       | Čonnam Dragons          |
| Kim Min-ho    | 11.6.1997      | Yonsei University       |
| Kim Sung-wu   | 25.3.1998      | Yonsei University       |
| I Čung-mun    | 18.3.1998      | Yonsei University       |
| Záložníci     |                |                         |
| I Sung-mo     | 30.3.1998      | Pohang Steelers         |
| I Čin-hjun    | 26.8.1997      | Sungkyunkwan University |
| Han Čchan-hi  | 17.3.1997      | Čonnam Dragons          |
| I Sung-wu     | 6.1.1998       | FC Barcelona „B“        |
| Paik Sung-ho  | 17.3.1997      | FC Barcelona „B“        |
| I Sang-hon    | 26.2.1998      | Ulsan HD FC             |
| Kang Či-hun   | 6.1.1997       | Yongin University       |
| Lim Min-hjok  | 5.3.1997       | FC Seoul                |
| Útočníci      |                |                         |
| Čcho Jung-wuk | 5.2.1999       | Korea University        |
| Ha Sung-un    | 4.5.1998       | Yonsei University       |

### Guinea
Hlavní trenér:  Mandiou Diallo
| Jméno                  | Datum narození | Klub                      |
| Brankáři               | Brankáři       | Brankáři                  |
| ---------------------- | -------------- | ------------------------- |
| Sékouba Camara         | 22.1.1997      | Atlético Etoile de Coléah |
| Moussa Camara          | 27.11.1998     | Horoya AC                 |
| Fodé David Kaba        | 15.8.1998      | Hafia FC                  |
| Obránci                |                |                           |
| Salif Sylla            | 5.12.1998      | AS Kaloum Star            |
| Mamadouba Diaby        | 16.2.1997      | AS Kaloum Star            |
| Mohamed Camara         | 1.11.1998      | Fello Star                |
| Mohamed Didé Fofana    | 8.4.1998       | Hafia FC                  |
| Jean Charles Fernandez | 20.1.1998      | AC Ajaccio                |
| Daouda Camara          | 20.8.1997      | Hafia FC                  |
| Yamoussa Camara        | 13.5.1998      | AS Kaloum Star            |
| Záložníci              |                |                           |
| Oumar Toure            | 18.9.1998      | Juventus FC               |
| Mohamed Ali Camara     | 28.8.1997      | Horoya AC                 |
| Ibrahima Sory Soumah   | 1.1.1998       | Fello Star                |
| Morlaye Sylla          | 27.7.1998      | FC Arouca                 |
| Mamadou Kané           | 22.1.1997      | AS Kaloum Star            |
| Alsény Soumah          | 16.5.1998      | FC Arouca                 |
| Naby Bangoura          | 29.3.1998      | FC Vizela                 |
| Útočníci               |                |                           |
| Momo Yansane           | 29.7.1997      | Hafia FC                  |
| Mohamed Coumbassa      | 5.6.1999       | Wakriya AC                |
| Mamady Barry           | 22.11.1997     | Soumba FC                 |
| Jules Keita            | 20.7.1998      | SC Bastia                 |

### Argentina
Hlavní trenér:  Claudio Úbeda
| Jméno               | Datum narození | Klub                      |
| Brankáři            | Brankáři       | Brankáři                  |
| ------------------- | -------------- | ------------------------- |
| Franco Petroli      | 11.6.1998      | CA River Plate            |
| Manuel Roffo        | 4.4.2000       | CA Boca Juniors           |
| Marcelo Miño        | 21.8.1997      | Rosario Central           |
| Obránci             |                |                           |
| Juan Foyth          | 12.1.1998      | Estudiantes de La Plata   |
| Milton Valenzuela   | 13.8.1998      | CA Newell's Old Boys      |
| Gonzalo Montiel     | 1.1.1997       | CA River Plate            |
| Marcos Senesi       | 10.5.1997      | CA San Lorenzo de Almagro |
| Leonel Mosevich     | 4.2.1997       | Argentinos Juniors        |
| Lisandro Martínez   | 18.1.1998      | CA Newell's Old Boys      |
| Záložníci           |                |                           |
| Santiago Ascacíbar  | 25.2.1997      | Estudiantes de La Plata   |
| Exequiel Palacios   | 5.10.1998      | CA River Plate            |
| Santiago Colombatto | 17.1.1997      | Trapani Calcio            |
| Tomás Belmonte      | 27.5.1998      | CA Lanús                  |
| Matías Zaracho      | 10.3.1998      | Racing Club               |
| Ignacio Méndez      | 28.4.1997      | Argentinos Juniors        |
| Útočníci            |                |                           |
| Marcelo Torres      | 6.11.1997      | CA Boca Juniors           |
| Lautaro Martínez    | 22.8.1997      | Racing Club               |
| Tomás Conechny      | 30.3.1998      | CA San Lorenzo de Almagro |
| Braian Mansilla     | 16.4.1997      | Racing Club               |
| Lucas Rodríguez     | 27.4.1997      | Estudiantes de La Plata   |
| Ezequiel Ponce      | 29.3.1997      | Granada CF                |

### Anglie
Hlavní trenér:  Paul Simpson
| Jméno                  | Datum narození | Klub                 |
| Brankáři               | Brankáři       | Brankáři             |
| ---------------------- | -------------- | -------------------- |
| Freddie Woodman        | 4.3.1997       | Newcastle United FC  |
| Dean Henderson         | 12.3.1997      | Manchester United FC |
| Luke Southwood         | 6.12.1997      | Reading FC           |
| Obránci                |                |                      |
| Jonjoe Kenny           | 15.3.1997      | Everton FC           |
| Callum Connolly        | 23.9.1997      | Everton FC           |
| Fikayo Tomori          | 19.12.1997     | Chelsea FC           |
| Jake Clarke-Salter     | 22.9.1997      | Chelsea FC           |
| Ezri Konsa             | 23.10.1997     | Charlton Athletic FC |
| Kyle Walker-Peters     | 13.4.1997      | Tottenham Hotspur FC |
| Dael Fry               | 30.8.1997      | Middlesbrough FC     |
| Záložníci              |                |                      |
| Lewis Cook             | 3.2.1997       | AFC Bournemouth      |
| Josh Onomah            | 27.4.1997      | Tottenham Hotspur FC |
| Ainsley Maitland-Niles | 29.8.1997      | Arsenal FC           |
| Kieran Dowell          | 10.10.1997     | Everton FC           |
| Sheyi Ojo              | 19.6.1997      | Liverpool FC         |
| Ovie Ejaria            | 18.11.1997     | Liverpool FC         |
| Útočníci               |                |                      |
| Adam Armstrong         | 10.2.1997      | Newcastle United FC  |
| Dominic Solanke        | 14.9.1997      | Chelsea FC           |
| Ademola Lookman        | 20.10.1997     | Everton FC           |
| Dominic Calvert-Lewin  | 16.3.1997      | Everton FC           |
| Harry Chapman          | 5.11.1997      | Middlesbrough FC     |

## Skupina B

### Venezuela
Hlavní trenér:  Rafael Dudamel
| Jméno               | Datum narození | Klub                      |
| Brankáři            | Brankáři       | Brankáři                  |
| ------------------- | -------------- | ------------------------- |
| Wuilker Faríñez     | 15.2.1998      | Caracas FC                |
| Joel Graterol       | 15.5.1997      | Carabobo FC               |
| Rafael Sánchez      | 1.2.1998       | Deportivo Táchira FC      |
| Obránci             |                |                           |
| Williams Velásquez  | 4.4.1997       | Estudiantes de Caracas SC |
| Eduin Quero         | 22.4.1997      | Deportivo Táchira FC      |
| Nahuel Ferraresi    | 19.11.1998     | Deportivo Táchira FC      |
| José Hernández      | 26.6.1997      | Caracas FC                |
| Josua Mejías        | 1.8.1997       | Carabobo FC               |
| Ronald Hernández    | 21.9.1997      | Zamora FC                 |
| Záložníci           |                |                           |
| Christian Makoun    | 5.3.2000       | Zamora FC                 |
| Yangel Herrera      | 7.1.1998       | New York City FC          |
| Yeferson Soteldo    | 30.6.1997      | Huachipato FC             |
| Heber García        | 27.3.1997      | Sud América               |
| Ronaldo Lucena      | 27.2.1997      | Zamora FC                 |
| Luis Ruiz           | 3.8.1997       | Zulia FC                  |
| Útočníci            |                |                           |
| Adalberto Peñaranda | 31.5.1997      | Málaga CF                 |
| Ronaldo Peña        | 10.3.1997      | UD Las Palmas             |
| Ronaldo Chacón      | 18.2.1998      | Caracas FC                |
| Jan Carlos Hurtado  | 5.3.2000       | Deportivo Táchira FC      |
| Samuel Sosa         | 17.12.1999     | Deportivo Táchira FC      |
| Sergio Córdova      | 9.8.1997       | Caracas FC                |

### Německo
Hlavní trenér:  Guido Streichsbier
| Jméno                  | Datum narození | Klub                     |
| Brankáři               | Brankáři       | Brankáři                 |
| ---------------------- | -------------- | ------------------------ |
| Svend Brodersen        | 22.3.1997      | FC St. Pauli             |
| Moritz Nicolas         | 21.10.1997     | Borussia Mönchengladbach |
| Dominik Reimann        | 18.6.1997      | Borussia Dortmund        |
| Obránci                |                |                          |
| Phil Neumann           | 8.7.1997       | FC Schalke 04            |
| Dominik Schad          | 4.3.1997       | SpVgg Greuther Fürth     |
| Frederic Ananou        | 20.9.1997      | Roda JC Kerkrade         |
| Benedikt Gimber        | 19.2.1997      | Karlsruher SC            |
| Maximilian Mittelstädt | 18.3.1997      | Hertha BSC               |
| Matthias Bader         | 17.6.1997      | Karlsruher SC            |
| Jordan Torunarigha     | 7.8.1997       | Hertha BSC               |
| Jannes Horn            | 6.2.1997       | VfL Wolfsburg            |
| Záložníci              |                |                          |
| Gino Fechner           | 5.9.1997       | RB Leipzig               |
| Amara Condé            | 6.1.1997       | VfL Wolfsburg            |
| Suat Serdar            | 11.4.1997      | 1. FSV Mainz 05          |
| Florian Neuhaus        | 16.3.1997      | TSV 1860 München         |
| Malcolm Badu           | 23.6.1997      | VfL Wolfsburg            |
| Útočníci               |                |                          |
| Fabian Reese           | 29.11.1997     | Karlsruher SC            |
| Philipp Ochs           | 17.4.1997      | TSG 1899 Hoffenheim      |
| Emmanuel Iyoha         | 11.10.1997     | Fortuna Düsseldorf       |
| Törles Knöll           | 13.9.1997      | Hamburger SV             |
| Jonas Arweiler         | 10.4.1997      | Borussia Dortmund        |

### Vanuatu
Hlavní trenér:  Dejan Gluščević
| Jméno               | Datum narození | Klub                    |
| Brankáři            | Brankáři       | Brankáři                |
| ------------------- | -------------- | ----------------------- |
| Daniel Alick        | 28.12.1998     | ABM Galaxy FC           |
| Dick Taiwia         | 28.12.1997     | Ifira Black Bird FC     |
| Andreas Duch        | 12.10.1998     | Spirit 08 FC            |
| Obránci             |                |                         |
| Selwyn Vatu         | 13.6.1998      | Shepherds United FC     |
| Lency Philip        | 8.6.1997       | Northern Region Academy |
| Jason Thomas        | 20.1.1997      | Erakor Golden Star FC   |
| Joseph Iaruel       | 25.1.1998      | Amicale FC              |
| Denly Ben           | 6.2.1998       | Northern Region Academy |
| Reginald Ravo       | 25.8.1997      | Northern Region Academy |
| Gregory Patrick     | 30.4.1998      | Malampa Revivors FC     |
| Záložníci           |                |                         |
| Claude Aru          | 25.4.1997      | Malampa Revivors FC     |
| Jayson Timatua      | 27.12.1998     | Shepherds United FC     |
| Bong Kalo           | 18.1.1997      | Tafea FC                |
| Godine Tenene       | 3.3.1998       | Spirit 08 FC            |
| Frederick Massing   | 11.9.1998      | Malampa Revivors FC     |
| John Wohale         | 9.7.1997       | Northern Region Academy |
| Útočníci            |                |                         |
| Bethuel Ollie       | 19.8.1997      | Northern Region Academy |
| Ronaldo Wilkins     | 30.12.1999     | Sia-Raga FC             |
| Jonathan Spokeyjack | 13.11.1998     | Shepherds United FC     |
| Abednigo Sau        | 28.7.1998      | Sia-Raga FC             |
| Azariah Soromon     | 1.3.1999       | Tupuji Imere FC         |

### Mexiko
Hlavní trenér:  Marco Antonio Ruiz
| Jméno                 | Datum narození | Klub                    |
| Brankáři              | Brankáři       | Brankáři                |
| --------------------- | -------------- | ----------------------- |
| Joel García           | 12.4.1998      | Santos Laguna           |
| Fernando Hernández    | 2.1.1998       | CF Monterrey            |
| Abraham Romero        | 18.2.1998      | CF Pachuca              |
| Obránci               |                |                         |
| Diego Cortés          | 18.6.1998      | CD Guadalajara          |
| Edson Álvarez         | 24.10.1997     | Club América            |
| Juan Aguayo           | 11.3.1997      | CD Guadalajara          |
| Alejandro Mayorga     | 29.5.1997      | CD Guadalajara          |
| Brayton Vázquez       | 5.3.1998       | Atlas FC                |
| Ulises Torres         | 17.2.1998      | Club América            |
| Záložníci             |                |                         |
| Alan Cervantes        | 17.1.1998      | CD Guadalajara          |
| Pablo López           | 7.1.1998       | CF Pachuca              |
| José Joaquín Esquivel | 7.1.1998       | CF Pachuca              |
| Francisco Venegas     | 16.7.1998      | Everton de Viña del Mar |
| Kevin Lara            | 18.4.1998      | Santos Laguna           |
| Diego Aguilar         | 13.1.1997      | Lobos BUAP              |
| Útočníci              |                |                         |
| Uriel Antuna          | 21.8.1997      | Santos Laguna           |
| Ronaldo Cisneros      | 8.1.1997       | Santos Laguna           |
| Claudio Zamudio       | 30.3.1998      | CA Morelia              |
| Kevin Magaña          | 2.1.1998       | CD Guadalajara          |
| Paolo Yrizar          | 6.8.1997       | Querétaro FC            |
| Eduardo Aguirre       | 3.8.1998       | Santos Laguna           |

## Skupina C

### Zambie
Hlavní trenér:  Beston Chambeshi
| Jméno            | Datum narození | Klub                 |
| Brankáři         | Brankáři       | Brankáři             |
| ---------------- | -------------- | -------------------- |
| Mangani Banda    | 13.7.1997      | Zanaco FC            |
| Samson Banda     | 1.5.1997       | ZESCO United FC      |
| Jim James Phiri  | 7.9.1998       | Lusaka Dynamos FC    |
| Obránci          |                |                      |
| Moses Nyondo     | 5.7.1997       | Nkana FC             |
| Prosper Chiluya  | 2.4.1998       | Lumwana Radiants FC  |
| Benson Chali     | 2.12.1997      | Forrest Rangers FC   |
| Solomon Sakala   | 28.4.1997      | NAPSA Stars FC       |
| Boston Muchindu  | 6.6.1997       | Nkana FC             |
| Shemmy Mayembe   | 22.11.1997     | ZESCO United FC      |
| Edward Tembo     | 26.3.1997      | Gomes FC             |
| Záložníci        |                |                      |
| Musonda Siame    | 7.12.1998      | Kafue Celtic FC      |
| Harrison Chisala | 4.8.1997       | Nkana FC             |
| Enock Mwepu      | 1.1.1998       | NAPSA Stars FC       |
| Emmanuel Banda   | 29.9.1997      | SC Esmoriz           |
| Kenneth Kalunga  | 18.1.1997      | Ikast FC             |
| Ngosa Sunzu      | 19.6.1998      | Hapoel Ra'anana AFC  |
| Boyd Musonda     | 12.5.1997      | Zanaco FC            |
| Útočníci         |                |                      |
| Conlyde Luchanga | 11.3.1997      | Lusaka Dynamos FC    |
| Fashion Sakala   | 14.3.1997      | FK Spartak Moskva    |
| Edward Chilufya  | 17.9.1999      | Mpande Youth Academy |
| Patson Daka      | 9.10.1998      | FC Liefering         |

### Portugalsko
Hlavní trenér:  Emílio Peixe
| Jméno            | Datum narození | Klub            |
| Brankáři         | Brankáři       | Brankáři        |
| ---------------- | -------------- | --------------- |
| Pedro Silva      | 13.2.1997      | Sporting CP     |
| Luís Maximiano   | 5.1.1999       | Sporting CP     |
| Diogo Costa      | 19.9.1999      | FC Porto        |
| Obránci          |                |                 |
| Pedro Empis      | 1.2.1997       | Sporting CP     |
| Rúben Dias       | 14.5.1997      | Benfica Lisabon |
| Ferro            | 26.3.1997      | Benfica Lisabon |
| Yuri Ribeiro     | 24.1.1997      | Benfica Lisabon |
| Jorge Fernandes  | 2.4.1997       | FC Porto        |
| Diogo Dalot      | 18.3.1999      | FC Porto        |
| Záložníci        |                |                 |
| Pêpê             | 20.5.1997      | Benfica Lisabon |
| Pedro Delgado    | 7.4.1997       | Sporting CP     |
| Xadas            | 2.12.1997      | SC Braga        |
| Florentino Luís  | 19.8.1999      | Benfica Lisabon |
| Miguel Luís      | 27.2.1999      | Sporting CP     |
| Bruno Costa      | 19.4.1997      | FC Porto        |
| Gedson Fernandes | 9.1.1999       | Benfica Lisabon |
| Útočníci         |                |                 |
| Diogo Gonçalves  | 6.2.1997       | Benfica Lisabon |
| André Ribeiro    | 9.6.1997       | FC Curych       |
| Hélder Ferreira  | 5.4.1997       | Vitória SC      |
| Xande Silva      | 16.3.1997      | Vitória SC      |
| José Gomes       | 8.4.1999       | Benfica Lisabon |

### Írán
Hlavní trenér:  Amír Hosejn Pajravání
| Jméno                     | Datum narození | Klub                  |
| Brankáři                  | Brankáři       | Brankáři              |
| ------------------------- | -------------- | --------------------- |
| Nimá Mirzazád             | 27.2.1997      | Gostaréš Fúlad FC     |
| Šabáb Adálí               | 19.1.1997      | Naft Teherán FC       |
| Mahdí Muhammadján         | 5.3.1997       | Nirooye Zamini FC     |
| Obránci                   |                |                       |
| Alí Šáhsavárí             | 24.11.1997     | Gol Gohar Sirjan FC   |
| Mahrán Dirachšán Mér      | 10.8.1998      | Zob Ahan Esfahan FC   |
| Aríf Gulámí               | 19.4.1997      | Sepahan FC            |
| Nimá Tahárí               | 15.4.1997      | Zob Ahan Esfahan FC   |
| Alí Šodžáí                | 27.1.1997      | Saipa FC              |
| Abolfázl Razzáchpúr       | 17.9.1997      | FC Nassaji Mazandaran |
| Siná Chádimpúr            | 9.1.1997       | Naft Teherán FC       |
| Záložníci                 |                |                       |
| Muhammad Sultání Mér      | 4.2.1999       | Saipa FC              |
| Nimá Muchtárí             | 10.5.1998      | Gostaréš Fúlad FC     |
| Rizá Šakárí               | 31.5.1998      | Zob Ahan Esfahan FC   |
| Omíd Núrafkán             | 9.4.1997       | Esteghlal FC          |
| Hosejn Sakí               | 10.5.1997      | Sanat Naft Abadan FC  |
| Mahdí Gajádí              | 5.12.1998      | FC Írándžaván Bušér   |
| Aríf Agásí                | 2.1.1997       | Tractor SC            |
| Útočníci                  |                |                       |
| Muhammad Mahdí Mahdíchání | 28.7.1997      | Nirooye Zamini FC     |
| Rizá Džafárí              | 4.5.1997       | Saipa FC              |
| Amír Rústaí               | 5.8.1997       | Paykan FC             |
| Muhammad Agádžanpúr       | 20.4.1997      | Aluminium Arak FC     |

### Kostarika
Hlavní trenér:  Marcelo Herrera
| Jméno             | Datum narození | Klub                       |
| Brankáři          | Brankáři       | Brankáři                   |
| ----------------- | -------------- | -------------------------- |
| Mario Sequeira    | 9.1.1997       | Deportivo Saprissa         |
| Erick Pineda      | 2.4.1997       | LD Alajuelense             |
| Bryan Segura      | 14.1.1997      | AD Municipal Pérez Zeledón |
| Obránci           |                |                            |
| Diego Mesén       | 28.3.1999      | LD Alajuelense             |
| Pablo Arboine     | 3.4.1998       | Santos de Guápiles FC      |
| Ian Smith         | 6.3.1998       | Santos de Guápiles FC      |
| Esteban González  | 30.1.1998      | Deportivo Saprissa         |
| Esteban Espinoza  | 22.11.1997     | Belén FC                   |
| Yostin Salinas    | 14.9.1998      | Deportivo Saprissa         |
| Záložníci         |                |                            |
| Luis Hernández    | 7.2.1998       | Deportivo Saprissa         |
| Jonathan Martínez | 19.3.1998      | Santos de Guápiles FC      |
| Pablo Arguedas    | 21.4.1997      | AD Carmelita               |
| Cristopher Núñez  | 8.12.1997      | CS Cartaginés              |
| Suhander Zúñiga   | 15.1.1997      | AD Carmelita               |
| Eduardo Juárez    | 22.9.1998      | LD Alajuelense             |
| Gerson Torres     | 28.8.1997      | Club América               |
| Útočníci          |                |                            |
| Barlon Sequeira   | 25.5.1998      | LD Alajuelense             |
| Jimmy Marín       | 8.10.1997      | CS Herediano               |
| Jostin Daly       | 23.4.1998      | CS Herediano               |
| Randall Leal      | 14.1.1997      | KV Mechelen                |
| Bernald Alfaro    | 26.1.1997      | AD Carmelita               |

## Skupina D

### Jihoafrická republika
Hlavní trenér:  Thabo Senong
| Jméno               | Datum narození | Klub                 |
| Brankáři            | Brankáři       | Brankáři             |
| ------------------- | -------------- | -------------------- |
| Sanele Tshabalala   | 12.5.1998      | Bidvest Wits FC      |
| Mondli Mpoto        | 24.7.1998      | SuperSport United FC |
| Khulekani Kubheka   | 7.1.1999       | Mamelodi Sundowns FC |
| Obránci             |                |                      |
| Malebogo Modise     | 6.2.1999       | Mamelodi Sundowns FC |
| Shane Saralina      | 27.6.1997      | Cape Town Spurs FC   |
| Sandile Mthethwa    | 14.4.1997      | Orlando Pirates      |
| Sirgio Kammies      | 7.2.1998       | Cape Town Spurs FC   |
| Thendo Mukumela     | 30.1.1998      | Mamelodi Sundowns FC |
| Reeve Frosler       | 11.1.1998      | Bidvest Wits FC      |
| Tercious Malepe     | 18.2.1997      | Orlando Pirates      |
| Záložníci           |                |                      |
| Teboho Mokoena      | 24.1.1997      | SuperSport United FC |
| Wiseman Meyiwa      | 27.12.1999     | Kaizer Chiefs FC     |
| Sibongakonke Mbatha | 1.1.1998       | Bidvest Wits FC      |
| Sipho Mbule         | 22.3.1998      | SuperSport United FC |
| Masilakhe Phohlongo | 5.5.1997       | Cape Town Spurs FC   |
| Grant Margeman      | 3.6.1998       | Cape Town Spurs FC   |
| Thabo Cele          | 15.1.1997      | Real SC              |
| Útočníci            |                |                      |
| Keletso Makgalwa    | 3.1.1997       | Mamelodi Sundowns FC |
| Liam Jordan         | 30.7.1998      | Sporting CP          |
| Luther Singh        | 5.8.1997       | SC Braga             |
| Kobamelo Kodisang   | 28.8.1999      | Platinum Stars FC    |

### Japonsko
Hlavní trenér:  Acuši Učijama
| Jméno             | Datum narození | Klub                |
| Brankáři          | Brankáři       | Brankáři            |
| ----------------- | -------------- | ------------------- |
| Rjósuke Kodžima   | 30.1.1997      | Waseda University   |
| Gó Hatano         | 25.5.1998      | FC Tokio            |
| Louis Jamaguči    | 28.5.1998      | FC Lorient          |
| Obránci           |                |                     |
| Só Fudžitani      | 28.10.1997     | Vissel Kóbe         |
| Juta Nakajama     | 16.2.1997      | Kašiwa Reysol       |
| Ko Itakura        | 27.1.1997      | Kawasaki Frontale   |
| Takehiro Tomijasu | 5.11.1998      | Avispa Fukuoka      |
| Rjó Hacuse        | 10.7.1997      | Gamba Ósaka         |
| Daiki Sugioka     | 8.9.1998       | Šónan Bellmare      |
| Kakeru Funaki     | 13.4.1998      | Cerezo Ósaka        |
| Záložníci         |                |                     |
| Kódži Mijoši      | 26.3.1997      | Kawasaki Frontale   |
| Daisuke Sakai     | 18.1.1997      | Óita Trinita        |
| Teruki Hara       | 30.7.1998      | Albirex Niigata     |
| Mizuki Ičimaru    | 8.5.1997       | Gamba Ósaka         |
| Útočníci          |                |                     |
| Ricu Dóan         | 16.6.1998      | Gamba Ósaka         |
| Koki Ogawa        | 8.8.1997       | Júbilo Iwata        |
| Keita Endo        | 22.11.1997     | Jokohama F. Marinos |
| Juto Iwasaki      | 11.6.1998      | Kjóto Sanga FC      |
| Kjosuke Tagawa    | 11.2.1999      | Sagan Tosu          |
| Akito Takagi      | 4.8.1997       | Gamba Ósaka         |
| Takefusa Kubo     | 4.6.2001       | FC Tokio            |

### Itálie
Hlavní trenér:  Alberico Evani
| Jméno               | Datum narození | Klub                  |
| Brankáři            | Brankáři       | Brankáři              |
| ------------------- | -------------- | --------------------- |
| Alessandro Plizzari | 12.3.2000      | AC Milán              |
| Andrea Zaccagno     | 27.5.1997      | FC Pro Vercelli 1892  |
| Samuele Perisan     | 21.8.1997      | Udinese Calcio        |
| Obránci             |                |                       |
| Giuseppe Scalera    | 26.1.1998      | ACF Fiorentina        |
| Federico Dimarco    | 10.11.1997     | Empoli FC             |
| Filippo Romagna     | 26.5.1997      | Brescia Calcio        |
| Mauro Coppolaro     | 10.3.1997      | Latina Calcio 1932    |
| Leonardo Sernicola  | 30.7.1997      | SS Racing Club Fondi  |
| Giuseppe Pezzella   | 29.11.1997     | Palermo FC            |
| Riccardo Marchizza  | 26.3.1998      | AS Řím                |
| Záložníci           |                |                       |
| Nicolò Barella      | 7.2.1997       | Cagliari Calcio       |
| Rolando Mandragora  | 29.6.1997      | Juventus FC           |
| Matteo Pessina      | 21.4.1997      | Como 1907             |
| Mattia Vitale       | 1.10.1997      | Cesena FC             |
| Francesco Cassata   | 16.7.1997      | Ascoli Calcio 1898 FC |
| Paolo Ghiglione     | 2.2.1997       | S.P.A.L.              |
| Alfredo Bifulco     | 19.1.1997      | AC Carpi              |
| Útočníci            |                |                       |
| Riccardo Orsolini   | 24.1.1997      | Ascoli Calcio 1898 FC |
| Andrea Favilli      | 17.5.1997      | Ascoli Calcio 1898 FC |
| Luca Vido           | 3.2.1997       | AS Cittadella         |
| Giuseppe Panico     | 10.10.1997     | Cesena FC             |

### Uruguay
Hlavní trenér:  Fabián Coito
| Jméno                 | Datum narození | Klub                           |
| Brankáři              | Brankáři       | Brankáři                       |
| --------------------- | -------------- | ------------------------------ |
| Santiago Mele         | 6.9.1997       | Centro Atlético Fénix          |
| Francisco Tinaglini   | 9.11.1998      | River Plate Montevideo         |
| Adriano Freitas       | 17.6.1997      | CA Peñarol                     |
| Obránci               |                |                                |
| Santiago Bueno        | 9.11.1998      | FC Barcelona                   |
| Emanuel Gularte       | 30.9.1997      | Montevideo Wanderers           |
| José Luis Rodríguez   | 14.3.1997      | Danubio FC                     |
| Mathías Olivera       | 31.10.1997     | Atenas de San Carlos           |
| Matías Viña           | 9.11.1997      | Nacional Montevideo            |
| Agustín Rogel         | 17.10.1997     | Nacional Montevideo            |
| Záložníci             |                |                                |
| Marcelo Saracchi      | 23.4.1998      | Danubio FC                     |
| Carlos Benavídez      | 30.3.1998      | Defensor Sporting              |
| Nicolás de la Cruz    | 1.6.1997       | Liverpool FC                   |
| Santiago Viera        | 4.6.1998       | Liverpool FC                   |
| Facundo Waller        | 9.4.1997       | Club Plaza Colonia de Deportes |
| Federico Valverde     | 22.7.1998      | Real Madrid Castilla           |
| Rodrigo Bentancur     | 25.6.1997      | CA Boca Juniors                |
| Útočníci              |                |                                |
| Joaquín Ardaiz        | 11.1.1999      | Danubio FC                     |
| Nicolás Schiappacasse | 12.1.1999      | Atlético Madrid                |
| Rodrigo Amaral        | 25.3.1997      | Nacional Montevideo            |
| Juan Manuel Boselli   | 9.11.1999      | Defensor Sporting              |
| Agustín Canobbio      | 1.10.1998      | Centro Atlético Fénix          |

## Skupina E

### Francie
Hlavní trenér:  Ludovic Batelli
| Jméno               | Datum narození | Klub                     |
| Brankáři            | Brankáři       | Brankáři                 |
| ------------------- | -------------- | ------------------------ |
| Paul Bernardoni     | 18.4.1997      | FC Girondins de Bordeaux |
| Quentin Braat       | 6.7.1997       | FC Nantes                |
| Alban Lafont        | 23.1.1999      | Toulouse FC              |
| Obránci             |                |                          |
| Enock Kwateng       | 9.4.1997       | FC Nantes                |
| Olivier Boscagli    | 18.11.1997     | OGC Nice                 |
| Jérôme Onguéné      | 22.12.1997     | VfB Stuttgart            |
| Issa Diop           | 9.1.1997       | Toulouse FC              |
| Clément Michelin    | 11.5.1997      | Toulouse FC              |
| Yoan Severin        | 24.1.1997      | SV Zulte-Waregem         |
| Záložníci           |                |                          |
| Jeando Fuchs        | 11.10.1997     | FC Sochaux-Montbéliard   |
| Lucas Tousart       | 29.4.1997      | Olympique Lyon           |
| Christopher Nkunku  | 14.11.1997     | Paris Saint-Germain FC   |
| Amín Harít          | 18.6.1997      | FC Nantes                |
| Faitout Maouassa    | 6.7.1998       | AS Nancy                 |
| Denis-Will Poha     | 28.5.1997      | Stade Rennais FC         |
| Ibrahima Sissoko    | 27.10.1997     | Stade Brestois           |
| Útočníci            |                |                          |
| Jean-Kévin Augustin | 16.6.1997      | Paris Saint-Germain FC   |
| Allan Saint-Maximin | 12.3.1997      | SC Bastia                |
| Marcus Thuram       | 6.8.1997       | FC Sochaux-Montbéliard   |
| Ludovic Blas        | 31.12.1997     | EA Guingamp              |
| Martin Terrier      | 4.3.1997       | Lille OSC                |

### Honduras
Hlavní trenér:  Carlos Tábora
| Jméno                  | Datum narození | Klub                   |
| Brankáři               | Brankáři       | Brankáři               |
| ---------------------- | -------------- | ---------------------- |
| Javier Delgado         | 6.11.1998      | CD Honduras Progreso   |
| Michael Perelló        | 11.7.1998      | CD Marathón            |
| Henry Mashburn         | 8.2.1999       | Weston Fury            |
| Obránci                |                |                        |
| Denil Maldonado        | 25.5.1998      | CF Motagua             |
| Wesly Decas            | 11.8.1999      | Atlético Independiente |
| Kenneth Hernández      | 25.5.1997      | CD Olimpia             |
| Dylan Andrade          | 8.3.1998       | Platense FC            |
| Ricky Zapata           | 23.11.1997     | CD Real Sociedad       |
| Jalex Sánchez          | 28.3.1997      | Real CD España         |
| José García            | 21.9.1998      | CD Olimpia             |
| Záložníci              |                |                        |
| José Reyes             | 5.11.1997      | CD Olimpia             |
| Erick Arias            | 30.1.1998      | Atlético Independiente |
| Foslyn Grant           | 4.10.1998      | CF Motagua             |
| Carlos Pineda          | 23.9.1997      | CD Olimpia             |
| José Quiroz            | 26.5.1997      | Real CD España         |
| Sendel Cruz            | 13.12.1998     | Juticalpa FC           |
| Jorge Daniel Álvarez   | 28.1.1998      | CD Olimpia             |
| Útočníci               |                |                        |
| Mario Alexander Flores | 21.7.1998      | CD Real Sociedad       |
| Byron Rodríguez        | 26.8.1997      | Parrillas One          |
| Darixon Vuelto         | 15.1.1998      | CD Tenerife            |
| Douglas Martínez       | 5.6.1997       | New York Red Bulls     |

### Vietnam
Hlavní trenér:  Hoàng Anh Tuấn
| Jméno               | Datum narození | Klub                  |
| Brankáři            | Brankáři       | Brankáři              |
| ------------------- | -------------- | --------------------- |
| Bùi Tiến Dũng       | 28.2.1997      | Dong A Thanh Hoa      |
| Nguyễn Bá Minh Hiếu | 23.5.1997      | Hanoi FC              |
| Đỗ Sỹ Huy           | 16.4.1998      | Hanoi FC              |
| Obránci             |                |                       |
| Đỗ Thanh Thịnh      | 18.8.1998      | SHB Da Nang           |
| Huỳnh Tấn Sinh      | 6.4.1998       | Quang Nam FC          |
| Hồ Tấn Tài          | 6.11.1997      | Quy Nhon Binh Dinh FC |
| Đoàn Văn Hậu        | 19.4.1999      | Hanoi FC              |
| Phan Thanh Hậu      | 12.1.1997      | Hoang Anh Gia Lai FC  |
| Nguyễn Trọng Đại    | 7.4.1997       | The Cong-Viettel FC   |
| Trần Đình Trọng     | 28.3.1997      | Saigon FC             |
| Záložníci           |                |                       |
| Tống Anh Tỷ         | 24.1.1997      | Becamex Binh Duong FC |
| Đinh Thanh Bình     | 19.3.1998      | Hoang Anh Gia Lai FC  |
| Hồ Minh Dĩ          | 17.2.1998      | Hanoi FC              |
| Lương Hoàng Nam     | 2.3.1997       | Hoang Anh Gia Lai FC  |
| Nguyễn Hoàng Đức    | 11.1.1998      | The Cong-Viettel FC   |
| Trần Thanh Sơn      | 30.12.1997     | Hoang Anh Gia Lai FC  |
| Dương Văn Hào       | 15.2.1997      | The Cong-Viettel FC   |
| Nguyễn Quang Hải    | 12.4.1997      | Hanoi FC              |
| Útočníci            |                |                       |
| Hà Đức Chinh        | 22.9.1997      | SHB Da Nang           |
| Nguyễn Tiến Linh    | 20.10.1997     | Becamex Binh Duong FC |
| Trần Thành          | 8.2.1997       | Hue FC                |

### Nový Zéland
Hlavní trenér:  Darren Bazeley
| Jméno            | Datum narození | Klub                     |
| Brankáři         | Brankáři       | Brankáři                 |
| ---------------- | -------------- | ------------------------ |
| Michael Woud     | 16.1.1999      | Sunderland AFC           |
| Cameron Brown    | 9.7.1999       | Waitemata AFC            |
| Conor Tracey     | 13.4.1997      | Three Kings United FC    |
| Obránci          |                |                          |
| Dane Ingham      | 6.8.1999       | Brisbane Roar FC         |
| Sean Liddicoat   | 14.5.1997      | Coastal Spirit FC        |
| Luke Johnson     | 15.4.1998      | Wellington United AFC    |
| Hunter Ashworth  | 8.1.1998       | San Francisco Dons       |
| Midhun Das       | 23.2.1998      | Wellington United AFC    |
| Reese Cox        | 7.3.1997       | East Coast Bays AFC      |
| Záložníci        |                |                          |
| Joe Bell         | 27.4.1999      | Virginia Cavaliers       |
| Connor Probert   | 6.4.1998       | Kentucky Wildcats        |
| Moses Dyer       | 21.3.1997      | Nortcote City FC         |
| Clayton Lewis    | 12.2.1997      | Auckland City FC         |
| James McGarry    | 9.4.1998       | Wellington Phoenix FC    |
| Callum McCowatt  | 30.4.1999      | Western Suburbs FC       |
| Sarpreet Singh   | 20.2.1999      | Wellington United AFC    |
| Útočníci         |                |                          |
| Noah Billingsley | 6.8.1997       | UC Santa Barbara Gauchos |
| Henry Cameron    | 28.6.1997      | Blackpool FC             |
| Logan Rogerson   | 28.5.1998      | Wellington Phoenix FC    |
| Myer Bevan       | 23.4.1997      | Nike Academy             |
| Lucas Imrie      | 20.5.1998      | Loyola Ramblers          |

## Skupina F

### Ekvádor
Hlavní trenér:  José Javier Rodríguez
| Jméno                 | Datum narození | Klub                    |
| Brankáři              | Brankáři       | Brankáři                |
| --------------------- | -------------- | ----------------------- |
| José Gabriel Cevallos | 19.3.1998      | Barcelona SC            |
| Giancarlos Terreros   | 14.5.1998      | Barcelona SC            |
| Omar Carabalí         | 12.6.1997      | Colo-Colo               |
| Obránci               |                |                         |
| Joel Quintero         | 25.9.1998      | CS Emelec               |
| Kevin Minda           | 21.11.1998     | LDU Quito               |
| Pervis Estupiñán      | 21.1.1998      | Granada CF              |
| Jhonnatan Bravo       | 8.7.1997       | Guayaquil City FC       |
| Félix Torres          | 11.1.1997      | Barcelona SC            |
| Luis Segovia          | 26.10.1997     | CD El Nacional          |
| Záložníci             |                |                         |
| Ángelo Preciado       | 18.2.1998      | Independiente del Valle |
| Juan Nazareno         | 18.8.1998      | Independiente del Valle |
| Wilter Ayoví          | 17.4.1997      | Independiente del Valle |
| Bryan Cabezas         | 20.3.1997      | Atalanta BC             |
| Yeison Guerrero       | 21.4.1998      | Independiente del Valle |
| Renny Jaramillo       | 12.6.1998      | Independiente del Valle |
| Jordan Sierra         | 23.4.1997      | Delfín SC               |
| Jhonny Quiñónez       | 11.6.1998      | CS Norte América        |
| Joao Rojas            | 16.8.1997      | CS Emelec               |
| Útočníci              |                |                         |
| Washington Corozo     | 9.7.1998       | Independiente del Valle |
| Herlin Lino           | 6.2.1997       | CD Cuenca               |
| Jordy Caicedo         | 18.11.1997     | CD Universidad Católica |

### USA
Hlavní trenér:  Tab Ramos
| Jméno                  | Datum narození | Klub                         |
| Brankáři               | Brankáři       | Brankáři                     |
| ---------------------- | -------------- | ---------------------------- |
| Jonathan Klinsmann     | 8.4.1997       | California Golden Bears      |
| JT Marcinkowski        | 9.5.1997       | Georgetown Hoyas             |
| Brady Scott            | 30.6.1999      | De Anza Force                |
| Obránci                |                |                              |
| Auston Trusty          | 12.8.1998      | Philadelphia Union           |
| Danilo Acosta          | 7.11.1997      | Real Salt Lake               |
| Tommy Redding          | 24.1.1997      | Orlando City SC              |
| Erik Palmer-Brown      | 24.4.1997      | Sporting Kansas City         |
| Justen Glad            | 28.2.1997      | Real Salt Lake               |
| Aaron Herrera          | 6.6.1997       | New Mexico Lobos             |
| Cameron Carter-Vickers | 31.12.1997     | Tottenham Hotspur FC         |
| Záložníci              |                |                              |
| Eryk Williamson        | 11.6.1997      | Maryland Terrapins           |
| Tyler Adams            | 14.2.1999      | New York Red Bulls           |
| Gedion Zelalem         | 26.1.1997      | Arsenal FC                   |
| Derrick Jones          | 3.3.1997       | Philadelphia Union           |
| Luca de la Torre       | 23.5.1998      | Fulham FC                    |
| Útočníci               |                |                              |
| Emmanuel Sabbi         | 24.12.1997     | UD Las Palmas                |
| Sebastian Saucedo      | 22.1.1997      | Real Salt Lake               |
| Lagos Kunga            | 20.10.1998     | Atlanta United FC            |
| Jeremy Ebobisse        | 14.2.1997      | Portland Timbers             |
| Brooks Lennon          | 22.9.1997      | Real Salt Lake               |
| Josh Sargent           | 20.2.2000      | St. Louis Scott Gallagher SC |

### Saúdská Arábie
Hlavní trenér:  Sád Šahrí
| Jméno             | Datum narození | Klub          |
| Brankáři          | Brankáři       | Brankáři      |
| ----------------- | -------------- | ------------- |
| Amín Buchárí      | 2.5.1997       | Al Ittihad FC |
| Sálih Uhajmíd     | 21.5.1998      | Al-Nassr FC   |
| Muhammad Rubáje   | 14.8.1997      | Al Ahli       |
| Obránci           |                |               |
| Anás Zabání       | 7.4.1997       | Al Hilal FC   |
| Muhammad Basás    | 31.8.1998      | Al Ahli       |
| Avn Salúlí        | 2.9.1998       | Al Ittihad FC |
| Abduleláh Amrí    | 15.1.1997      | Al-Nassr FC   |
| Hasán Tambaktí    | 9.2.1999       | Aš-Šabab FC   |
| Abduláh Hasún     | 19.3.1997      | Al Ahli       |
| Záložníci         |                |               |
| Samí Nadžáí       | 7.2.1997       | Al-Nassr FC   |
| Chálid Sumairí    | 1.1.1997       | Al Ittihad FC |
| Júsif Harbí       | 16.3.1997      | Al Ahli       |
| Hasán Qíd         | 13.4.1998      | Aš-Šabab FC   |
| Ajmán Chulaíf     | 22.5.1997      | Al Ahli       |
| Alí Asmárí        | 12.1.1997      | Al Ahli       |
| Najf Karírí       | 16.4.1998      | Al Hilal FC   |
| Abdurahmán Dosárí | 25.9.1997      | Al-Nassr FC   |
| Násir Davsárí     | 19.12.1998     | Al Hilal FC   |
| Fahád Rašídí      | 16.5.1997      | Al Hilal FC   |
| Útočníci          |                |               |
| Abdulrahmán Jamí  | 19.6.1997      | Al Hilal FC   |
| Mansúr Muvalád    | 24.1.1997      | Al Ahli       |

### Senegal
Hlavní trenér:  Joseph Koto
| Jméno            | Datum narození | Klub                      |
| Brankáři         | Brankáři       | Brankáři                  |
| ---------------- | -------------- | ------------------------- |
| Mouhamed M'Baye  | 13.10.1997     | FC Porto                  |
| Lamine Sarr      | 18.6.1998      | AS Dakar Sacré-Cœur       |
| Idrissa N'Diaye  | 14.3.1998      | Diambars FC               |
| Obránci          |                |                           |
| Waly Diouf       | 5.5.1997       | Valenciennes FC           |
| Jean N'Decky     | 10.1.1997      | Casa Sports               |
| Souleymane Aw    | 5.4.1999       | Excellence Foot de Dakar  |
| Mamadou Diarra   | 20.12.1997     | Boluspor                  |
| Moussa Ba        | 1.1.1998       | Excellence Foot de Dakar  |
| Alioune Guèye    | 20.8.1998      | ASC Niarry Tally          |
| Moussa Wagué     | 4.10.1998      | KAS Eupen                 |
| Mamadou M'Baye   | 28.6.1998      | AS Dakar Sacré-Cœur       |
| Záložníci        |                |                           |
| Ousseynou Diagne | 5.6.1999       | Académie Foot Darou Salam |
| Krépin Diatta    | 25.2.1999      | Sarpsborg 08 FF           |
| Soulèye Sarr     | 29.6.1997      | Mbour Petite-Côte FC      |
| Bamba Kane       | 4.1.1997       | Diambars FC               |
| Útočníci         |                |                           |
| Ibrahima Niane   | 11.3.1999      | Génération Foot           |
| Mouhamed Pouye   | 26.12.1997     | Mbour Petite-Côte FC      |
| Aliou Badji      | 10.10.1997     | Djurgårdens IF Fotboll    |
| Ibrahima Ndiaye  | 6.6.1998       | Wadi Degla SC             |
| Habib Guèye      | 20.9.1999      | Académie Foot Darou Salam |
| Ousseynou Niang  | 12.10.2001     | Diambars FC               |